# Mohamed Salah Ben Ammar
Mohamed Salah Ben Ammar, né le 30 août 1955 à Tunis, est un médecin et homme politique tunisien.

## Biographie

### Études
En 1985, Ben Ammar devient docteur en médecine à la faculté de médecine Broussais Hôtel-Dieu.

### Carrière professionnelle
En 1987, il est médecin spécialiste en anesthésie-réanimation à la faculté de médecine de Tunis, où il devient, en 1998, professeur hospitalo-universitaire et, en 2008, responsable de l'espace éthique. De 1992 à 2011, il est le chef du service d'anesthésie-réanimation du CHU Mongi-Slim de La Marsa. En 2011, il devient directeur général de la santé au ministère de la Santé, jusqu'en 2013.
Par ailleurs, dès 2001, il est membre du panel d'experts de l'Organisation mondiale de la santé. De 2008 à 2012, il préside la section africaine de la Fédération mondiale des sociétés d'anesthésiologistes. En 2012, il devient vice-président du Comité international de bioéthique, avant de devenir, en mai 2013, directeur général de l'Instance nationale de l'accréditation en santé.
Le 29 janvier 2014, il est nommé ministre de la Santé publique dans le gouvernement Jomaa.
Faute d'une offre de reclassement après son mandat, il s'installe en France et devient chef de service en anesthésiologie à l'hôpital des Quinze-Vingts à Paris,.

### Vie privée
Il est marié à Samia Bellagha et a trois fils prénommés Abdesslem, Ahmed et Youssef.

## Publications
Deux de ses livres ont obtenu le Prix maghrébin en médecine. Il a surtout écrit à propos de la bioéthique, de l'anesthésie, de la réanimation, du traitement de la douleur, de la transplantation d'organes, de la transfusion sanguine et de la médecine factuelle.